# Ponte di Mes
Il ponte di Mes (albanese: Ura e Mesit, "ponte di Mezzo")  è un ponte di pietra nel villaggio di Mes, a 5 km nord da Scutari.
È un monumento della cultura di Scutari, trasformando il sito in un'attrazione turistica. Il Fondo di sviluppo albanese ha investito 13 milioni di Lek in modo che i turisti potessero salire sul ponte e osservarlo da vicino.
È stato costruito nel XVIII secolo, intorno al 1770, da Kara Mahmud Bushati, il pascià ottomano locale, e attraversa il fiume Kir. I lavori furono divisi in 2 fasi in cui la prima fase comprendeva solo l'arco centrale e l'arco vicino, mentre la seconda fase includeva gli altri 11 archi. Lo scopo era quello di collegare la città di Scutari con il villaggio di Drisht e altre città.
È lungo 108 metri, largo 3,4 metri, alto 12,5 metri con 13 archi ed è uno degli esempi più lunghi di un ponte ottomano nella regione. È stato costruito come parte della strada che risale la valle del Kir, fino a Pristina.

## Galleria d'immagini

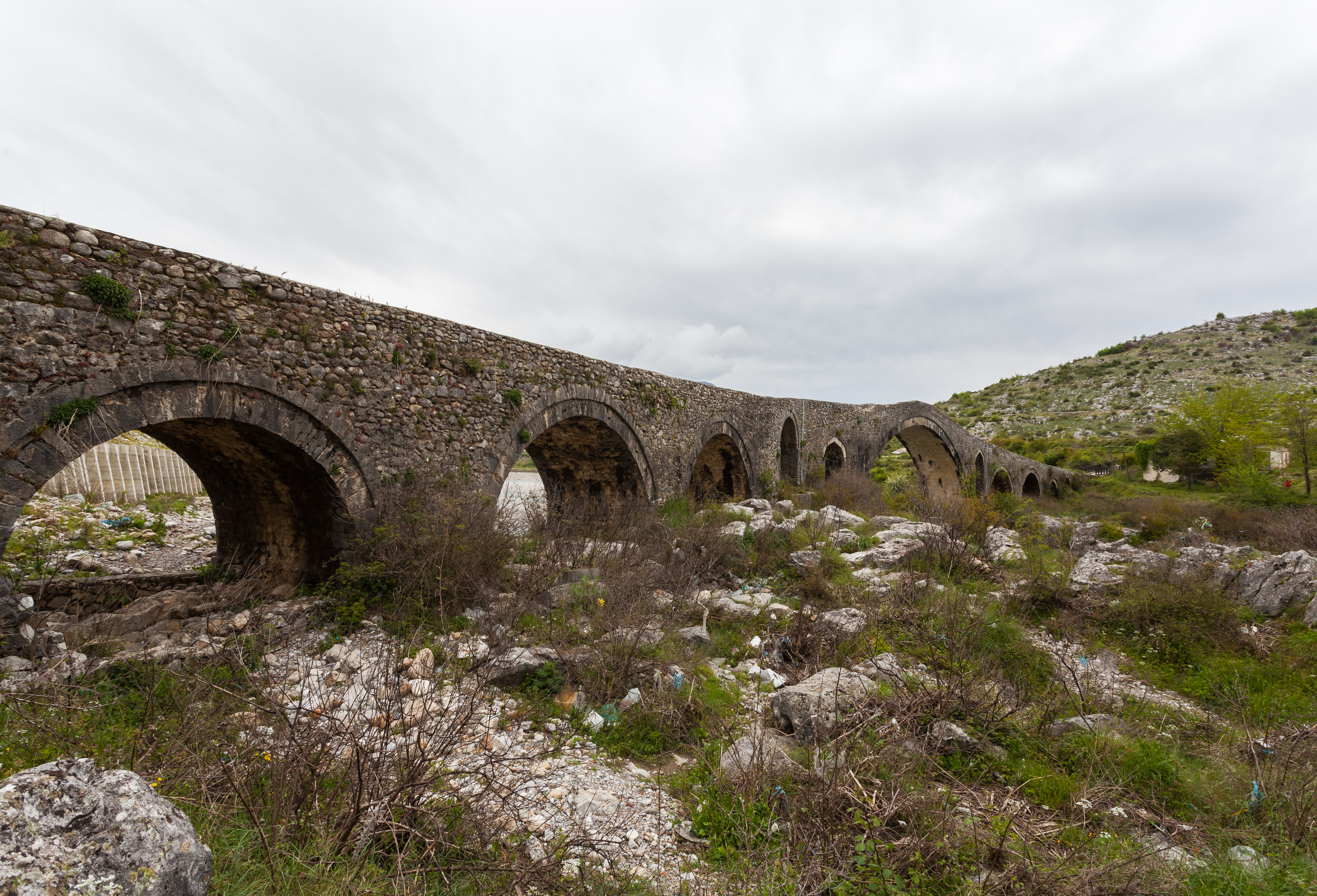
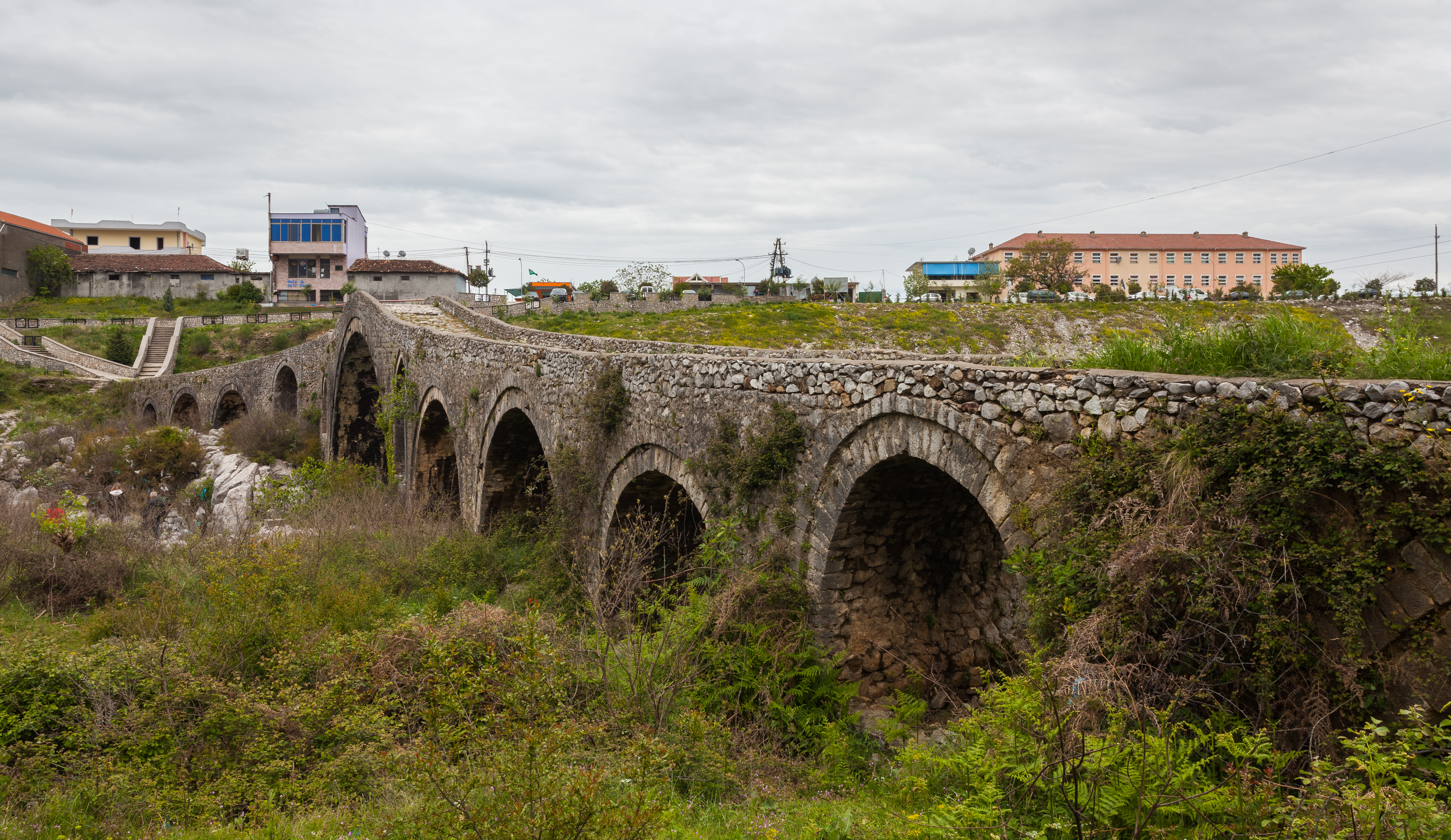
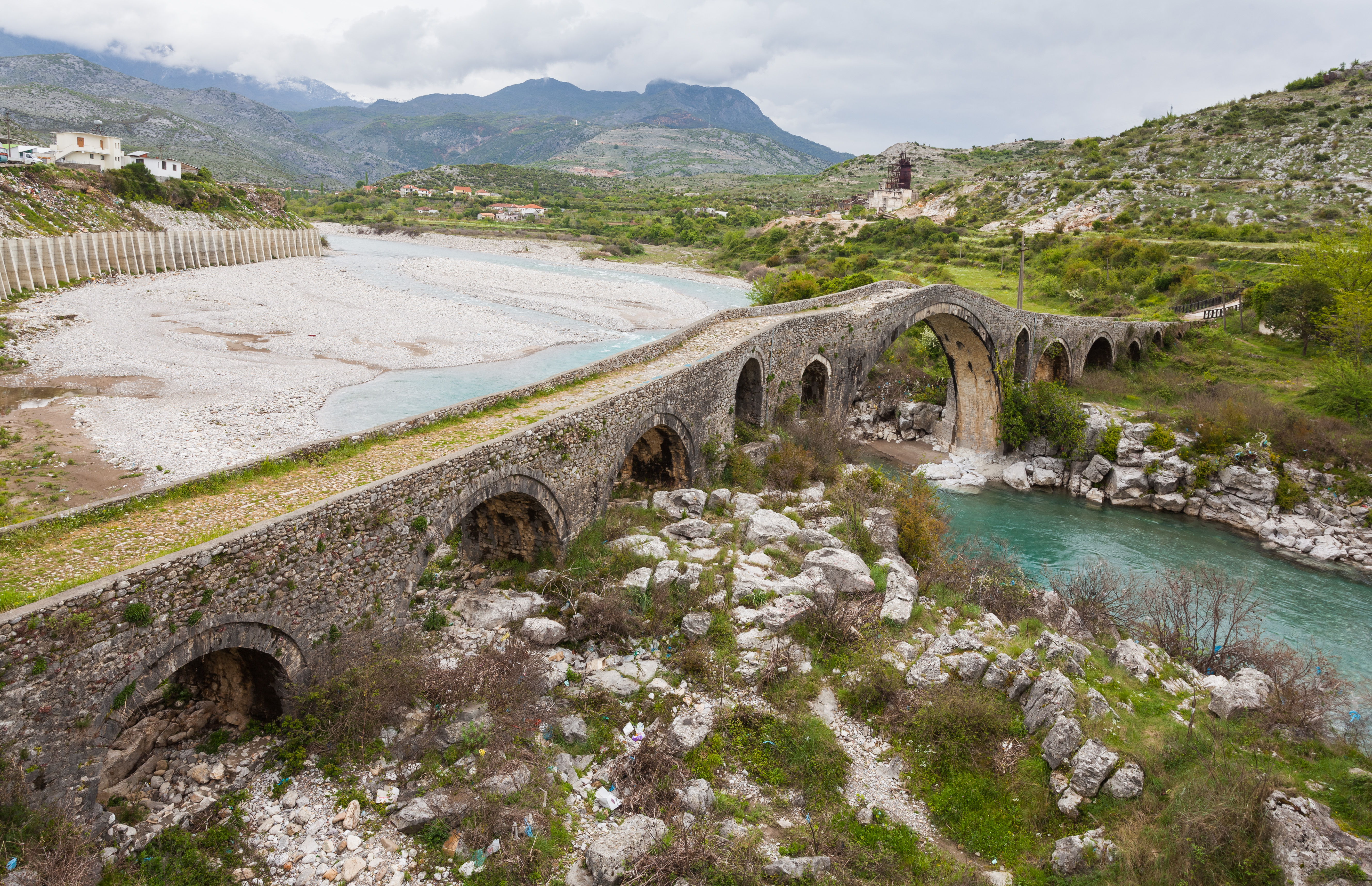
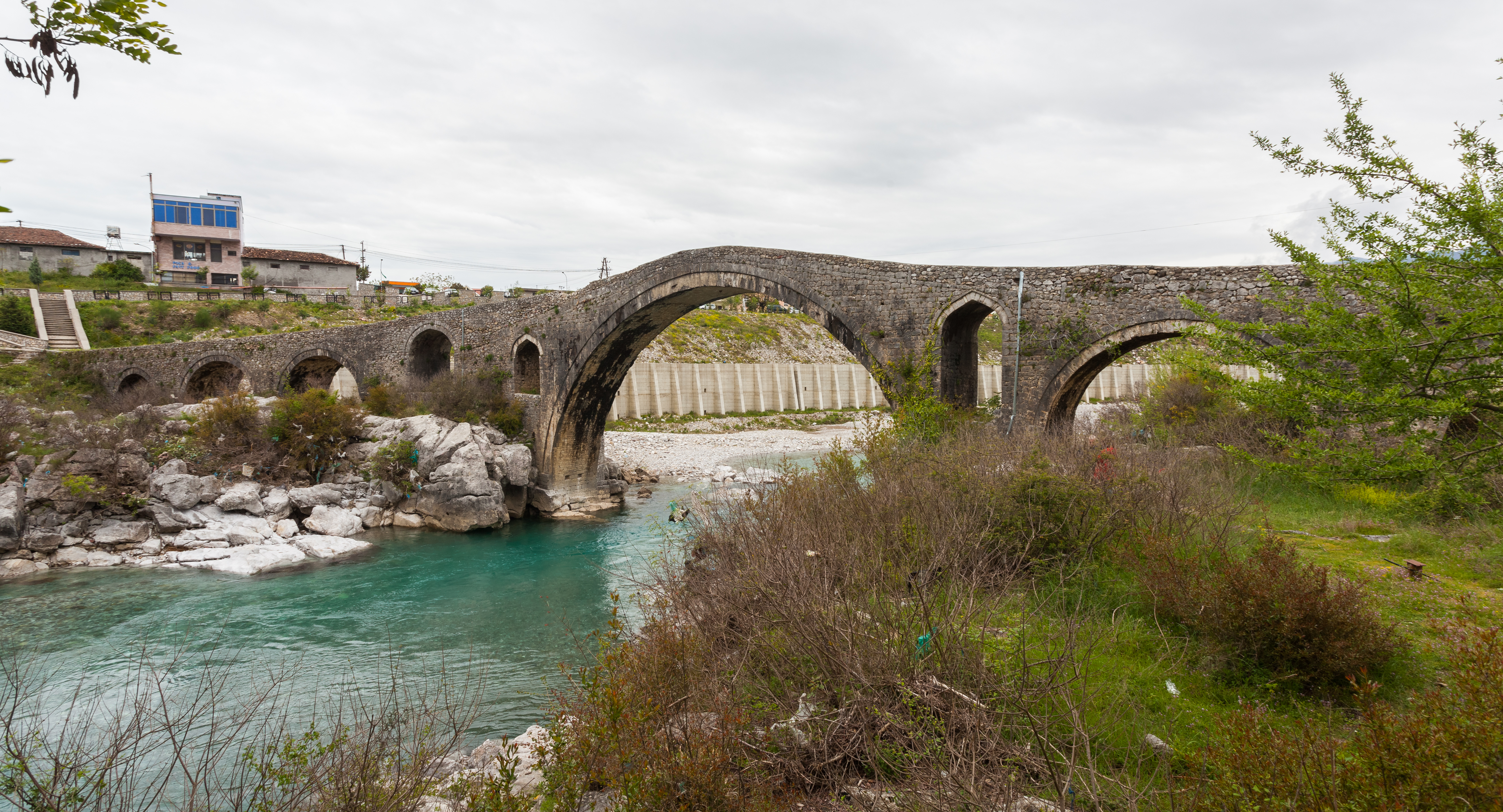
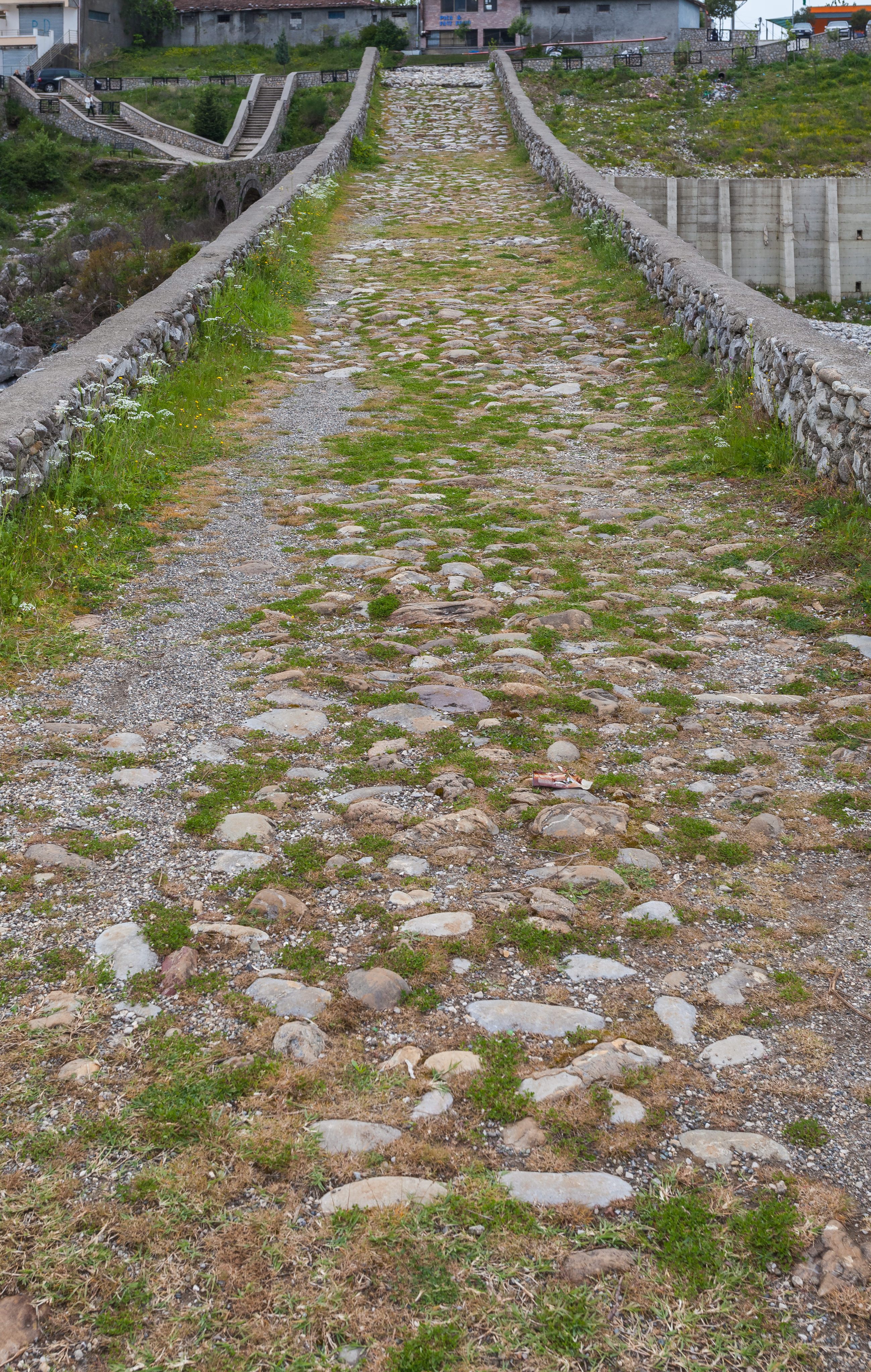
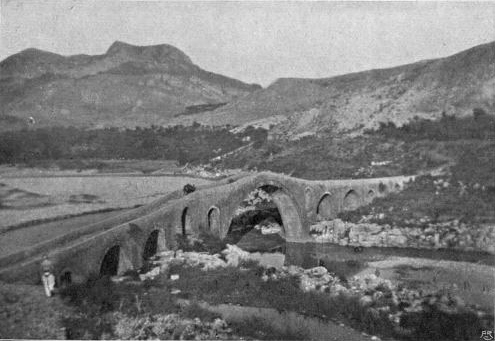
Ponte di Mes, 1906